# Свіфтні
Свіфтні (Cypseloidinae) — підродина птахів родини серпокрильцевих (Apodidae). Включає 13 видів у двох родах. Рід найпоширеніший у Південній і Центральній Америці, але декілька видів також трапляються на півдні Північної Америки.

## Опис
Характеризуються обтічною формою тіла з дуже довгими і вузькими крилами. Птахи мають дуже короткі лапки. Вони їдять, сплять і спаровуються в повітрі, а приземляються лише для того, щоб відкласти яйця. Їжа складається з літаючих комах, яких птахи ловлять на польоті, часто поблизу поверхні води або просто над іншими видами водно-болотних угідь.

## Види
- Рід Свіфт (Cypseloides)

- Свіфт плямистолобий (Cypseloides cherriei)
- Свіфт нікарагуанський (Cypseloides cryptus)
- Свіфт парагвайський (Cypseloides fumigatus)
- Свіфт білогрудий (Cypseloides lemosi)
- Свіфт аргентинський (Cypseloides rothschildi)
- Свіфт світлоголовий (Cypseloides senex)
- Свіфт гуєрерський (Cypseloides storeri)
- Свіфт західний (Cypseloides niger)

- Рід Плямистошиїй свіфт (Streptoprocne)

- Свіфт бразильський (Streptoprocne biscutata)
- Свіфт венесуельський (Streptoprocne phelpsi)
- Свіфт мексиканський (Streptoprocne semicollaris)
- Свіфт болівійський (Streptoprocne zonaris)
- Свіфт рудошиїй (Streptoprocne rutila)